# Tương tác điện từ
Lực Lorent là lực mà từ trường tác dụng lên Điện tích di chuyển thẳng hàng làm cho điện tích thay đổi hướng di chuyển theo hướng vuông góc với hướng dịch chuyển ban đầu.Lực Lorentz được tính bằng công thức {\displaystyle f=qvBsin\alpha } với {\displaystyle \alpha } là góc hợp bởi vectơ vận tốc của hạt {\displaystyle {\vec {v}}} và vectơ cảm ứng từ {\displaystyle {\vec {B}}}.
Theo biểu diễn cổ điển của lực điện từ, lực này gồm hai thành phần, do điện trường tạo ra (lực điện) và do từ trường tạo ra (lực từ).
Chú ý rằng "lực Lorentz" dùng để nói về thành phần gây ra bởi từ trường, đôi khi chỉ cả lực điện từ. Lý do là trong lý thuyết điện từ và lý thuyết tương đối, từ trường và điện trường được thống nhất thành một trường tạo ra tương tác duy nhất gọi là trường điện từ. Đặc biệt, trong lý thuyết tương đối, biểu thức lực từ và lực tĩnh điện quy tụ về một biểu thức duy nhất.
Việc thống nhất lực điện và lực từ thành một loại lực điện từ cũng phù hợp với quan điểm của lý thuyết điện động lực học lượng tử. Theo lý thuyết này, lực điện từ được gây ra bởi sự trao đổi của hạt trường là photon.
Mô hình chuẩn ghi nhận lực điện từ là một trong bốn lực cơ bản của tự nhiên.

## Biểu diễn cổ điển
Biểu thức toán học cổ điển của lực điện từ, khi cho biết cường độ điện từ trường và tính chất của hạt mang điện, là: 
{\displaystyle \mathbf {\vec {F}} =q\mathbf {\vec {E}} +q\,\mathbf {\vec {v}} \times \mathbf {\vec {B}} }
Trong đó:
- E là véc-tơ cường độ điện trường tại vị trí của hạt
- q là điện tích của hạt
- v là véc-tơ vận tốc chuyển động của hạt
- B là véc-tơ cảm ứng từ tại vị trí của hạt
- "×" là phép nhân véc-tơ.

## Lực từ

Lực từ khiến hạt điện tích chuyển động tròn.

Thành phần gây ra bởi từ trường của lực này, còn gọi là lực từ hay đôi khi là lực Lorentz, có phương luôn vuông góc với phương chuyển động của hạt mang điện và làm thay đổi quỹ đạo chuyển động của hạt mang điện. Nếu hạt mang điện chuyển động theo phương vuông góc với đường cảm ứng từ thì hạt sẽ chuyển động theo quỹ đạo tròn, nếu hạt chuyển động theo phương không vuông góc với đường cảm ứng từ thì quỹ đạo của nó sẽ là hình xoắn lò xo.
Lực tác động của từ trường lên dòng điện có nguyên nhân là thành phần này của lực Lorentz.
Lực từ giữa các cực của nam châm, cũng là tổng hợp lực gây ra bởi từ trường của nam châm này lên các electron chuyển động quanh nguyên tử ở nam châm kia, về bản chất cũng là thành phần này của lực Lorentz.

## Lực điện
Khi hạt điện tích đứng yên; lực điện từ đơn giản hoá thành lực tĩnh điện, là thành phần gây ra bởi điện trường:
Lực tương tác giữa hai điện tích điểm có phương nằm trên một đường thẳng nối hai điện tích điểm, có chiều là chiều của lực hút nếu hai điện tích điểm trái dấu và đẩy nếu hai điện tích điểm cùng dấu, có độ lớn tỉ lệ thuận với tích các điện tích và tỉ lệ nghịch với bình phương khoảng cách giữa chúng.
Độ lớn của lực được tính theo công thức:
{\displaystyle F=k{\frac {\left|q_{1}\right|\left|q_{2}\right|}{(\Delta r)^{2}}}}
với:
- F là độ lớn của lực Coulomb, đo bằng N trong SI
- q1 là điện tích của điện tích điểm thứ nhất, đo bằng C trong SI
- q2 là điện tích của điện tích điểm thứ hai, đo bằng C trong SI
- biến thiên r là khoảng cách giữa hai điện tích điểm, đo bằng m trong SI
- k là hằng số vật lý (còn gọi là hằng số lực Coulomb) thường được biểu diễn là {\displaystyle {\frac {1}{4\pi \epsilon _{0}}}} với {\displaystyle \epsilon _{0}\ } là độ điện thẩm chân không. Giá trị các hằng số này là:
  - k ≈ 8 987 742 438 F−1·m (hay C−2·N·m2)
  - {\displaystyle \epsilon _{0}\ } ≈ 8.854 × 10−12 F·m−1 (hay C2·N−1·m−2)

Công thức trên cũng có thể được viết ở dạng véc-tơ
{\displaystyle \mathbf {F} ={\frac {1}{4\pi \epsilon _{0}}}{\frac {q_{1}q_{2}\Delta \mathbf {r} }{\left|\Delta \mathbf {r} \right|^{3}}}}
với:
- {\displaystyle \mathbf {F} } là véc-tơ lực
- {\displaystyle \mathbf {r} } là véc-tơ nối hai điện tích điểm được tính theo:

{\displaystyle \Delta \mathbf {r} =\mathbf {r_{1}} -\mathbf {r_{2}} }
ở đây:
{\displaystyle \mathbf {r_{1}} \ } và {\displaystyle \mathbf {r_{2}} \ } là các véc-tơ vị trí của các điện tích điểm.

## Biểu diễn trong thuyết tương đối
Trong lý thuyết tương đối, công thức của lực điện từ hay lực Lorentz, liên hệ giữa thay đổi trạng thái chuyển động của hạt mang điện với cường độ của trường điện từ, là:
{\displaystyle mc{du^{\alpha } \over {d\tau }}={{} \over {}}F^{\alpha \beta }qu_{\beta }}
với m và q là khối lượng, và điện tích của hạt; Fαβ là tenxơ cường độ điện từ trường và:
{\displaystyle u_{\beta }=\eta _{\beta \alpha }u^{\alpha }=\eta _{\beta \alpha }{dx^{\alpha } \over {d\tau }}}
là vận tốc-4 của hạt; τ là c (tốc độ ánh sáng) lần thời gian riêng của hạt.

## Lực cơ bản
Lực điện từ là một trong bốn lực cơ bản của tự nhiên, theo mô hình chuẩn.
Theo lý thuyết điện động lực học lượng tử, lực này được gây ra bởi sự trao đổi của hạt trường là photon.
Đây là lực nằm trong bản chất của hầu hết các loại lực mà con người thường quan sát thấy trong cuộc sống hằng ngày, ngoại trừ lực hấp dẫn của Trái Đất. Gần như mọi tương tác giữa các nguyên tử đều có thể quy về lực điện từ giữa proton và electron nằm bên trong. Nó sinh ra tương tác giữa các phân tử, và các lực đẩy và kéo khi tác động cơ học vào các vật, và tương tác giữa các quỹ đạo của electron, điều khiển các phản ứng hoá học.